# Dixième district congressionnel de Pennsylvanie
Le 10e district congressionnel de Pennsylvanie est actuellement situé dans la région centre-sud de l'État. Il englobe tout le comté de Dauphin ainsi que certaines parties des comtés de Cumberland et de York. Le district comprend les villes de Harrisburg et York. Avant 2019, le district était situé dans la partie nord-est de l'État. La Cour suprême de Pennsylvanie a redessiné le district en 2018 après avoir jugé la carte précédente inconstitutionnelle en raison du gerrymandering. Le tribunal a ajouté le State College aux limites de l'ancien district tout en supprimant certaines zones à tendance démocrate et l'a rebaptisé 12e district ; une zone englobant Harrisburg et York était numérotée 10e. Le nouveau 10e district est représenté par le Républicain Scott Perry, qui représentait auparavant l'ancien 4e district.
Le district était l'un des douze districts originaux créés avant le 4e Congrès. En 2006, alors qu'il était encore situé dans le nord-est de la Pennsylvanie, le 10e district a connu l'un des plus grands changements de parti parmi tous les sièges de la Chambre qui ont changé le contrôle du parti : en 2004, le Républicain Don Sherwood (en) a gagné avec une marge de victoire de 86 % sur son adversaire le plus proche et deux ans plus tard, le Démocrate Chris Carney a renversé Sherwood par une marge de 53 à 47 %. En 2008, Carney a été réélu par 12 points, mais le district a fait marche arrière en 2010, élisant le Républicain Tom Marino. La circonscription était majoritairement républicaine dans sa composition politique, un aspect de la circonscription qui s'est particulièrement bien reflété lors des élections présidentielles. En 2004, le Président George W. Bush a remporté 60 % des voix dans la circonscription et en 2008, le Sénateur John McCain a battu le Sénateur Barack Obama avec une marge de 54 % contre 45 %. Néanmoins, Carney a facilement été réélu en tant que démocrate la même année où McCain a remporté le district. Cependant, lors des élections de mi-mandat de 2010, Marino a renversé Carney par une marge de 55 à 45 %. En 2016, l'homme d'affaires local et ancien maire de Lewisburg, Mike Molesevich, a défié Marino pour le siège, mais il est tombé face au Républicain en novembre par plus de deux contre un. En 2018, Marino a remporté les élections dans un 12e district redessiné ; alors qu'il est resté membre du Congrès du 10e district jusqu'en janvier 2019, il a préalablement déménagé dans les limites du nouveau district.

## Démographies
Selon les outils de profil des électeurs de l'APM Research Lab (présentant l'enquête sur la communauté américaine de 2019 du Bureau du recensement des États-Unis), le district comptait environ 559 000 électeurs potentiels (citoyens âgés de 18 ans et plus). Parmi eux, 80 % sont blancs, 10 % noirs et 6 % latinos. Les immigrants représentent 5 % des électeurs potentiels de la circonscription. Le revenu médian des ménages (comportant un ou plusieurs électeurs potentiels) du district est d'environ 67 300 dollars, tandis que 9 % des ménages vivent en dessous du seuil de pauvreté. Quant au niveau de scolarité des électeurs potentiels de la circonscription, 9 % des 25 ans et plus n'ont pas obtenu de diplôme d'études secondaires, tandis que 30 % sont titulaires d'un baccalauréat ou d'un diplôme supérieur.

## Histoire

### Frontières de 2003 à 2013
Le 10e district de Pennsylvanie était le troisième plus grand district de l'État. Le district comprenait les comtés et zones suivants, :
- Comté de Bradford
- Comté de Lackawanna
  - A l'exception de Old Forge, Moosic, Scranton et Dunmore mais en incluant Clarks Summit
- Comté de Luzerne
  - Back Moutain, en incluant Dallas, Shavertown, Trucksville, Kingston, Wyoming et Swoyersville
- Comté de Lycoming
  - Frontières de Sullivan/Columbia/Montour à l'ouest de la Branche ouest de la Susquehanna River (à l'exception de Montoursville), nord de Cogan House
- Comté de Montour
- Comté de Northumberland
- Comté de Pike
- Comté de Snyder
- Comté de Susquehanna
- Comté de Tioga
  - Ward Township
- Comté d'Union
- Comté de Wayne
- Comté de Wyoming

### Frontières de 2013 à 2019
Le 8 juin 2012, la commission de redistribution législative de Pennsylvanie a adopté un plan de redécoupage final révisé. Le 8 mai 2013, la Cour suprême de l'État a approuvé à l'unanimité le plan final révisé de 2012 de la Commission de redistribution législative. Le district résultant englobait les zones suivantes : 
- Comté de Bradford
- Comté de Juniata
- Parties du Comté de Lackwanna
  - Incluant : Abington Township, Benton Township, Ransom, Newton, South Abington, Clarks Summit, Clarks Green, Glenburn, West Abington, Dalton, La Plume, North Abington, Scott, Greenfield, Fell, Vandling, Jefferson, Olyphant, Madison, Covington, Clifton, Moscow, Elmhurst, Roaring Brook, parties de Carbondale et partie d'Archbald
- Comté de Lycoming
- Comté de Mifflin
- Parties du Comté de Monroe
  - Incluant : Barrett, East Stroudsburg, Jackson, Mount Pocono, Paradise, Pocono, Price, Stroudsburg et parties de Stroud
- Parties du Comté de Northumberland
  - Incluant : Delware, East Chillisquaque, West Chilissquaque, Watsontown, Lewis, Turbotville, Turbot, Milton, Point, Northumberland
- Parties du Comté de Perry
  - Incluant : Toboyne, Jackson, Blain, Northeast Madison, Southwest Madison, Landisburg, Tyrone, Saville, Centre, New Bloomfield, Tuscarora, Juniata, Greenwood, Millerstown, Oliver, Newport, Miller, Howe, Liverpool Township, Liverpool, Buffalo, Watts et New Buffalo.
- Comté de Pike
- Comté de Snyder
- Comté de Sullivan
- Comté de Susquehanna
- Majorité du Comté de Tioga
  - À l'exception de Clymer Township, Chatham Township, Gaines Township, et la majorité de Shippen Township
- Comté d'Union
- Comté de Wayne

## Historique de vote
| Année | Poste      | Résultats               |
| ----- | ---------- | ----------------------- |
| 2020  | Président  | Trump 51,0 % – 47,0 %   |
| 2022  | Gouverneur | Shapiro 55,0 % – 43,0 % |
| 2022  | Sénat      | Öz 49,0 % – 48,0 %      |

## Liste des Représentants du district
District établit en 1795

### 1795 - 1813: Un siège
| Membre                          | Parti                 | Années                             | Congrès   | Histoire électorale                                                                                    |
| ------------------------------- | --------------------- | ---------------------------------- | --------- | --- |
| District établit le 4 mars 1795 |                       |                                    |           | |
| David Bard (en)                 | Républicain-Démocrate | 4 mars 1795 - 3 mars 1799          | 4e , 5e   | Élu en 1794. Réélu en 1796. Perd sa réélection.                                                        |
| Henry Woods (en)                | Fédéraliste           | 4 mars 1799 - 3 mars 1803          | 6e , 7e   | Élu en 1798. Réélu en 1800. Redécoupage vers le 7e district et perd sa réélection.                     |
| William Hoge (en)               | Républicain-Démocrate | 4 mars 1803 - 15 octobre 1804      | 8e        | Redécoupage depuis le 12e et réélu en 1802. Démissionne.                                               |
| Vacant                          | Vacant                | 15 octobre 1804 - 27 novembre 1804 | 8e        | |
| John Hoge (en)                  | Républicain-Démocrate | 27 novembre 1804 - 3 mars 1805     | 8e        | Élu le 2 novembre 1804 pour terminer le mandat de son frère et intronisé le 27 novembre 1804. Retrait. |
| John Hamilton (en)              | Républicain-Démocrate | 4 mars 1805 - 3 mars 1807          | 9e        | Élu en 1804. Perd sa réélection.                                                                       |
| William Hoge (en)               | Républicain-Démocrate | 4 mars 1807 - 3 mars 1809          | 10e       | Élu en 1806. Retrait.                                                                                  |
| Aaron Lyle (en)                 | Républicain-Démocrate | 4 mars 1809 - 3 mars 1813          | 11e , 12e | Élu en 1808. Réélu en 1810. Redécoupage vers le 12e district.                                          |

### 1813 - 1823: Deux sièges
| 13  | 4 mars 1813 - 3 mars 1815     | Isaac Smith (en)    | Républicain-Démocrate | Élu en 1812. Perd sa réélection.     | Jared Irwin (en)       | Républicain-Démocrate | Élu en 1812. Retrait.                                         |
| 14e | 4 mars 1815 - 3 mars 1817     | William Wilson (en) | Républicain-Démocrate | Élu en 1814. Réélu en 1816. Retrait. | Jared Irwin (en)       | Républicain-Démocrate | Élu en 1812. Retrait.                                         |
| 15  | 4 mars 1817 - 1817            | William Wilson (en) | Républicain-Démocrate | Élu en 1814. Réélu en 1816. Retrait. | David Scott (en)       | Républicain-Démocrate | Élu en 1816. Démissionne                                      |
| 15  | 1817 - 14 octobre 1817        | William Wilson (en) | Républicain-Démocrate | Élu en 1814. Réélu en 1816. Retrait. | Vacant                 | Vacant                | Vacant                                                        |
| 15  | 14 octobre 1817 - 3 mars 1819 | William Wilson (en) | Républicain-Démocrate | Élu en 1814. Réélu en 1816. Retrait. | John Murray (en)       | Républicain-Démocrate | Élu pour terminer le mandat de Scott. Réélu en 1818. Retrait. |
| 16e | 4 mars 1819 - 3 mars 1821     | George Denison (en) | Républicain-Démocrate | Élu en 1818. Réélu en 1820. Retrait. | John Murray (en)       | Républicain-Démocrate | Élu pour terminer le mandat de Scott. Réélu en 1818. Retrait. |
| 17  | 4 mars 1821 - 1821            | George Denison (en) | Républicain-Démocrate | Élu en 1818. Réélu en 1820. Retrait. | William Cox Ellis (en) | Républicain-Démocrate | Élu en 1820. Démissionne et perd sa réélection.               |
| 17  | 1821 - 9 octobre 1821         | George Denison (en) | Républicain-Démocrate | Élu en 1818. Réélu en 1820. Retrait. | Vacant                 | Vacant                | Vacant                                                        |
| 17  | 9 octobre 1821 - 3 mars 1823  | George Denison (en) | Républicain-Démocrate | Élu en 1818. Réélu en 1820. Retrait. | Thomas Murray Jr. (en) | Républicain-Démocrate | Élu pour terminer le mandat d'Ellis. Retrait.                 |

### 1823 - Présent: Un siège
| Membre                  | Parti                      | Congrès     | Années                            | Histoire électorale |
| ----------------------- | -------------------------- | ----------- | --------------------------------- | --- |
| James S. Mitchell (en)  | Républicain-Démocrate      | 18,19       | 4 mars 1823 - 3 mars 1825         | Redécoupage depuis le 4e district et réélu en 1822. Réélu en 1824. Retrait. |
| James S. Mitchell (en)  | Jacksonien (en)            | 18,19       | 4 mars 1825 - 3 mars 1827         | Redécoupage depuis le 4e district et réélu en 1822. Réélu en 1824. Retrait. |
| Adam King (en)          | Jacksonien (en)            | 20e - 22e   | 4 mars 1827 - 3 mars 1833         | Élu en 1826. Réélu en 1828. Réélu en 1830. Perd sa réélection. |
| William Clark (en)      | Anti-maçonnique            | 23e , 24e   | 4 mars 1833 - 3 mars 1837         | Élu en 1832. Réélu en 1834. Retrait. |
| Luther Reily (en)       | Démocrate                  | 25e         | 4 mars 1837 - 3 mars 1839         | Élu en 1836. Retrait. |
| William Simonton (en)   | Whig                       | 26e , 27e   | 4 mars 1839 - 3 mars 1843         | Élu en 1838. Réélu en 1840. |
| Richard Brodhead (en)   | Démocrate                  | 28e - 30e   | 4 mars 1843 - 3 mars 1849         | Élu en 1843. Réélu en 1844. Réélu en 1846. Retrait. |
| Milo M. Dimmick (en)    | Démocrate                  | 31e , 32e   | 4 mars 1849 - 3 mars 1853         | Élu en 1848. Réélu en 1850. Retrait. |
| Ner Middleswarth (en)   | Whig                       | 33e         | 4 mars 1853 - 3 mars 1855         | Élu en 1852. Retrait. |
| John C. Kunkel (en)     | Opposition Party (en)      | 34e , 35e   | 4 mars 1855 - 3 mars 1857         | Élu en 1854. Réélu en 1856. Retrait. |
| John C. Kunkel (en)     | Républicain                | 34e , 35e   | 4 mars 1857 - 3 mars 1859         | Élu en 1854. Réélu en 1856. Retrait. |
| John W. Killinger (en)  | Républicain                | 36e , 37e   | 4 mars 1859 - 3 mars 1863         | Élu en 1858. Réélu en 1860. Retrait. |
| Myer Strouse (en)       | Démocrate                  | 38e , 39e   | 4 mars 1863 - 3 mars 1867         | Élu en 1862. Réélu en 1864. Retrait. |
| Henry L. Cake (en)      | Républicain                | 40e , 41e   | 4 mars 1867 - 3 mars 1871         | Élu en 1866. Réélu en 1868. Perd sa renomination. |
| John W. Killinger (en)  | Républicain                | 42e , 43e   | 4 mars 1871 - 3 mars 1875         | Élu en 1870. Réélu en 1872. Retrait. |
| William Mutchler (en)   | Démocrate                  | 44e         | 4 mars 1875 - 3 mars 1877         | Élu en 1874. Retrait. |
| Samuel A. Bridges (en)  | Démocrate                  | 45e         | 4 mars 1877 - 3 mars 1879         | Élu en 1876. Retrait. |
| Reuben K. Bachman (en)  | Démocrate                  | 46e         | 4 mars 1879 - 3 mars 1881         | Élu en 1878. Retrait. |
| William Mutchler (en)   | Démocrate                  | 47e , 48e   | 4 mars 1881 - 3 mars 1885         | Élu en 1880. Réélu en 1882. Retrait. |
| William H. Sowden (en)  | Démocrate                  | 49e , 50e   | 4 mars 1885 - 3 mars 1889         | Élu en 1884. Réélu en 1886. Retrait. |
| Marriott Brosius (en)   | Républicain                | 51e - 57e   | 4 mars 1889 - 16 mars 1901        | Élu en 1888. Réélu en 1890. Réélu en 1892. Réélu en 1894. Réélu en 1896. Réélu en 1898. Réélu en 1900. Décès. |
| Vacant                  | Vacant                     | 57e         | 16 mars 1901 - 5 novembre 1901    | |
| Henry B. Cassel (en)    | Républicain                | 57e         | 5 novembre 1901 - 3 mars 1903     | Élu pour terminer le mandat de Brosius. Redécoupage vers le 9e district. |
| George Howell (en)      | Démocrate                  | 58e         | 4 mars 1903 - 10 février 1904     | Perd la contestation de son élection. |
| William Connell (en)    | Républicain                | 58e         | 10 février 1904 - 3 mars 1905     | Remporte la contestation de son élection. |
| Thomas H. Dale (en)     | Républicain                | 59e         | 4 mars 1905 - 3 mars 1907         | Élu en 1904. Perd sa réélection. |
| Thomas D. Nicholls (en) | Démocrate Indépendant (en) | 60e , 61e   | 4 mars 1907 - 3 mars 1911         | Élu en 1906. Réélu en 1908. Retrait. |
| John R. Farr (en)       | Républicain                | 62e - 65e   | 4 mars 1911 - 3 mars 1919         | Élu en 1910. Réélu en 1912. Réélu en 1914. Réélu en 1916. Perd sa réélection. |
| Patrick McLane (en)     | Démocrate                  | 66e         | 4 mars 1919 - 25 février 1921     | Perd sa réélection. |
| John F. Farr (en)       | Républicain                | 66e         | 25 février 1921 - 3 mars 1921     | Perd la contestation de son élection. Perd sa renomination. |
| Charles R. Connell (en) | Républicain                | 67e         | 4 mars 1921 - 26 septembre 1922   | Élu en 1920. Décès. |
| Vacant                  | Vacant                     | 67e         | 26 septembre 1922 - 3 mars 1923   | |
| William W. Griest (en)  | Républicain                | 68e - 71e   | 4 mars 1923 - 5 décembre 1929     | Redécoupage vers le 9e district et réélu en 1922. Réélu en 1924. Réélu en 1926. Réélu en 1928. Décès. |
| Vacant                  | Vacant                     | 71e         | 5 décembre 1929 - 28 janvier 1930 | |
| J. Roland Kinzer (en)   | Républicain                | 71e - 78e   | 28 janvier 1930 - 3 janvier 1945  | Élu pour terminer le mandat de Griest. Réélu en 1930. Réélu en 1932. Réélu en 1934. Réélu en 1936. Réélu en 1938. Réélu en 1940. Réélu en 1942. Redécoupage vers le 9e district. |
| John H. Murphy (en)     | Démocrate                  | 79e         | 3 janvier 1945 - 17 juillet 1946  | Redécoupage depuis le 11e district et réélu en 1944. Démissionne pour devenir Juge de District des États-Unis. |
| James P. Scoblick (en)  | Républicain                | 80e         | 5 novembre 1946 - 3 janvier 1949  | Élu pour terminer le mandat de Murphy. Réélu en 1946. Perd sa renomination. |
| Harry P. O'Neill (en)   | Démocrate                  | 81e , 82e   | 3 janvier 1949 - 3 janvier 1953   | Élu en 1948. Réélu en 1950. Perd sa renomination. |
| Joseph L. Carrigg (en)  | Républicain                | 83e - 85e   | 3 janvier 1953 - 3 janvier 1959   | Redécoupage depuis le 14e district et réélu en 1952. Réélu en 1954. Réélu en 1956. Perd sa renomination. |
| Stanley A. Prokop (en)  | Démocrate                  | 86e         | 3 janvier 1959 - 3 janvier 1961   | Élu en 1958. Perd sa renomination. |
| William Scranton        | Républicain                | 87e         | 3 janvier 1961 - 3 janvier 1963   | Élu en 1960. Élu Gouverneur de Pennsylvanie. |
| Joseph M. McDade (en)   | Républicain                | 88e - 105e  | 3 janvier 1963 - 3 janvier 1999   | Élu en 1962. Réélu en 1964. Réélu en 1966. Réélu en 1968. Réélu en 1970. Réélu en 1972. Réélu en 1974. Réélu en 1976. Réélu en 1978. Réélu en 1980. Réélu en 1982. Réélu en 1984. Réélu en 1986. Réélu en 1988. Réélu en 1990. Réélu en 1992. Réélu en 1994. Réélu en 1996. Retrait. |
| Don Sherwood (en)       | Républicain                | 106e - 109e | 3 janvier 1999 - 3 janvier 2007   | Élu en 1998. Réélu en 2000. Réélu en 2002. Réélu en 2004. Perd sa réélection. |
| Chris Carney            | Démocrate                  | 110e , 111e | 3 janvier 2007 - 3 janvier 2011   | Élu en 2006. Réélu en 2008. Perd sa réélection. |
| Tom Marino              | Républicain                | 112e - 115e | 3 janvier 2011 - 3 janvier 2019   | Élu en 2010. Réélu en 2012. Réélu en 2014. Réélu en 2016. Redécoupage vers le 12e district. |
| Scott Perry             | Républicain                | 116e - 118e | 3 janvier 2019 - Présent          | Redécoupage depuis le 4e district et réélu en 2018. Réélu en 2020. Réélu en 2022. |

## Résultats des récentes élections
Voici les résultats des dix précédents cycles électoraux dans le district.

## Frontières historiques du district

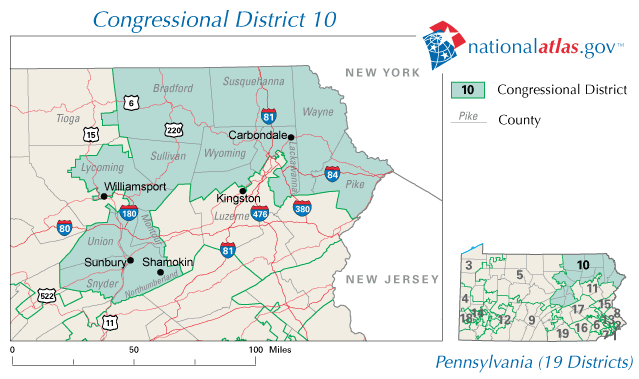
2003 - 2013

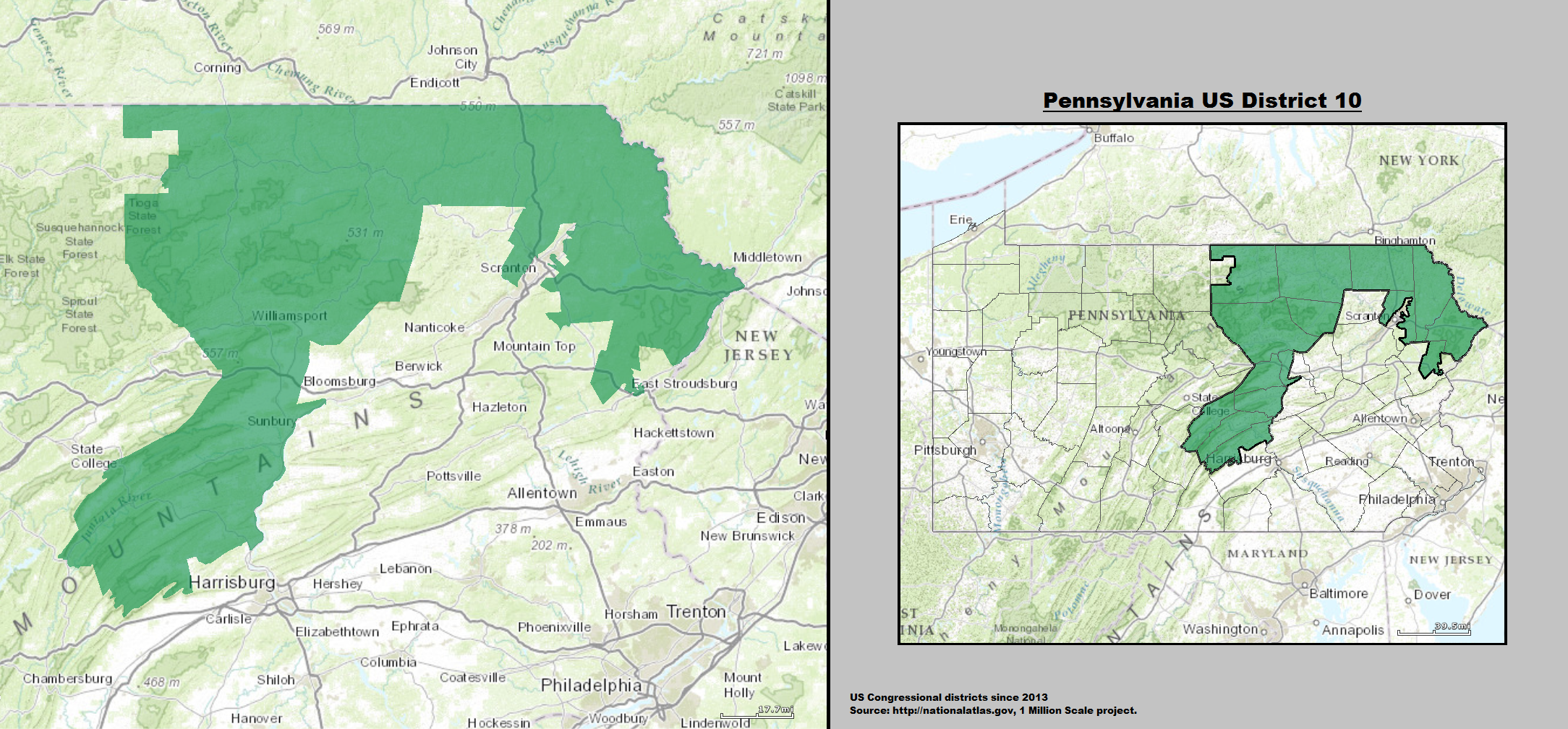
2013 - 2019

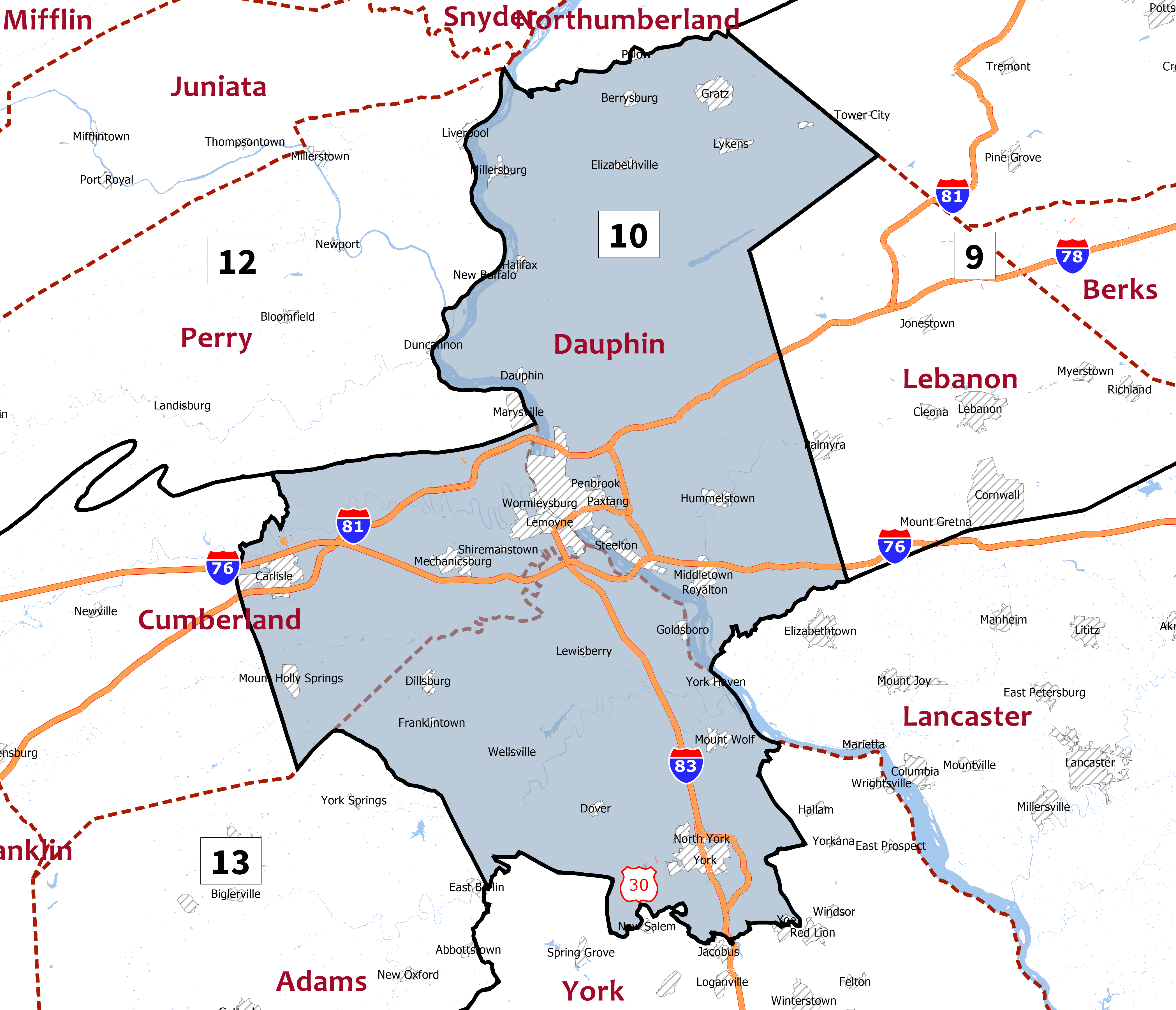
2019 - 2023

### 2004
| Élection de 2004 du 10e district congressionnel de Pennsylvanie | Élection de 2004 du 10e district congressionnel de Pennsylvanie | Élection de 2004 du 10e district congressionnel de Pennsylvanie | Élection de 2004 du 10e district congressionnel de Pennsylvanie | Élection de 2004 du 10e district congressionnel de Pennsylvanie |
| --------------------------------------------------------------- | --------------------------------------------------------------- | --------------------------------------------------------------- | --------------------------------------------------------------- | --------------------------------------------------------------- |
| Parti                                                           | Parti                                                           | Candidat                                                        | Votes                                                           | %                                                               |
|                                                                 | Républicain                                                     | Don Sherwood (en) (sortant)                                     | 191 967                                                         | 92,8                                                            |
|                                                                 | Constitution                                                    | Veronica A. Hannevig                                            | 14 805                                                          | 7,2                                                             |
| Total des votes                                                 | Total des votes                                                 | Total des votes                                                 | 206 772                                                         | 100 %                                                           |
|                                                                 | Les Républicains conservent                                     |                                                                 |                                                                 |                                                                 |

### 2006
| Élection de 2006 du 10e district congressionnel de Pennsylvanie | Élection de 2006 du 10e district congressionnel de Pennsylvanie | Élection de 2006 du 10e district congressionnel de Pennsylvanie | Élection de 2006 du 10e district congressionnel de Pennsylvanie | Élection de 2006 du 10e district congressionnel de Pennsylvanie |
| --------------------------------------------------------------- | --------------------------------------------------------------- | --------------------------------------------------------------- | --------------------------------------------------------------- | --------------------------------------------------------------- |
| Parti                                                           | Parti                                                           | Candidat                                                        | Votes                                                           | %                                                               |
|                                                                 | Démocrate                                                       | Chris Carney                                                    | 110 115                                                         | 52,9                                                            |
|                                                                 | Républicain                                                     | Don Sherwood (en) (sortant)                                     | 97 862                                                          | 47,0                                                            |
|                                                                 | Write-In                                                        | Write-In                                                        | 196                                                             | 0,1                                                             |
| Total des votes                                                 | Total des votes                                                 | Total des votes                                                 | 208 173                                                         | 100 %                                                           |
|                                                                 | Les Démocrates prennent aux Républicains                        |                                                                 |                                                                 |                                                                 |

### 2008
| Élection de 2008 du 10e district congressionnel de Pennsylvanie | Élection de 2008 du 10e district congressionnel de Pennsylvanie | Élection de 2008 du 10e district congressionnel de Pennsylvanie | Élection de 2008 du 10e district congressionnel de Pennsylvanie | Élection de 2008 du 10e district congressionnel de Pennsylvanie |
| --------------------------------------------------------------- | --------------------------------------------------------------- | --------------------------------------------------------------- | --------------------------------------------------------------- | --------------------------------------------------------------- |
| Parti                                                           | Parti                                                           | Candidat                                                        | Votes                                                           | %                                                               |
|                                                                 | Démocrate                                                       | Chris Carney (sortant)                                          | 160 837                                                         | 56,3                                                            |
|                                                                 | Républicain                                                     | Chris Hackett                                                   | 124 681                                                         | 43,7                                                            |
| Total des votes                                                 | Total des votes                                                 | Total des votes                                                 | 285 518                                                         | 100 %                                                           |
|                                                                 | Les Démocrates conservent                                       |                                                                 |                                                                 |                                                                 |

### 2010
| Élection de 2010 du 10e district congressionnel de Pennsylvanie | Élection de 2010 du 10e district congressionnel de Pennsylvanie | Élection de 2010 du 10e district congressionnel de Pennsylvanie | Élection de 2010 du 10e district congressionnel de Pennsylvanie | Élection de 2010 du 10e district congressionnel de Pennsylvanie |
| --------------------------------------------------------------- | --------------------------------------------------------------- | --------------------------------------------------------------- | --------------------------------------------------------------- | --------------------------------------------------------------- |
| Parti                                                           | Parti                                                           | Candidat                                                        | Votes                                                           | %                                                               |
|                                                                 | Républicain                                                     | Tom Marino                                                      | 110 599                                                         | 55,2                                                            |
|                                                                 | Démocrate                                                       | Chris Carney (sortant)                                          | 89 846                                                          | 44,8                                                            |
| Total des votes                                                 | Total des votes                                                 | Total des votes                                                 | 200 445                                                         | 100 %                                                           |
|                                                                 | Les Républicains prennent aux Démocrates                        |                                                                 |                                                                 |                                                                 |

### 2012
| Élection de 2012 du 10e district congressionnel de Pennsylvanie | Élection de 2012 du 10e district congressionnel de Pennsylvanie | Élection de 2012 du 10e district congressionnel de Pennsylvanie | Élection de 2012 du 10e district congressionnel de Pennsylvanie | Élection de 2012 du 10e district congressionnel de Pennsylvanie |
| --------------------------------------------------------------- | --------------------------------------------------------------- | --------------------------------------------------------------- | --------------------------------------------------------------- | --------------------------------------------------------------- |
| Parti                                                           | Parti                                                           | Candidat                                                        | Votes                                                           | %                                                               |
|                                                                 | Républicain                                                     | Tom Marino (sortant)                                            | 179 563                                                         | 65,6                                                            |
|                                                                 | Démocrate                                                       | Philip Scollo                                                   | 94 227                                                          | 34,4                                                            |
| Total des votes                                                 | Total des votes                                                 | Total des votes                                                 | 273 790                                                         | 100 %                                                           |
|                                                                 | Les Républicains conservent                                     |                                                                 |                                                                 |                                                                 |

### 2014
| Élection de 2014 du 10e district congressionnel de Pennsylvanie | Élection de 2014 du 10e district congressionnel de Pennsylvanie | Élection de 2014 du 10e district congressionnel de Pennsylvanie | Élection de 2014 du 10e district congressionnel de Pennsylvanie | Élection de 2014 du 10e district congressionnel de Pennsylvanie |
| --------------------------------------------------------------- | --------------------------------------------------------------- | --------------------------------------------------------------- | --------------------------------------------------------------- | --------------------------------------------------------------- |
| Parti                                                           | Parti                                                           | Candidat                                                        | Votes                                                           | %                                                               |
|                                                                 | Républicain                                                     | Tom Marino (sortant)                                            | 112 851                                                         | 62,6                                                            |
|                                                                 | Démocrate                                                       | Scott Brion                                                     | 44 737                                                          | 24,8                                                            |
|                                                                 | Indépendant                                                     | Nick Troiano                                                    | 22 734                                                          | 12,6                                                            |
| Total des votes                                                 | Total des votes                                                 | Total des votes                                                 | 180 332                                                         | 100 %                                                           |
|                                                                 | Les Républicains conservent                                     |                                                                 |                                                                 |                                                                 |

### 2016
| Élection de 2016 du 10e district congressionnel de Pennsylvanie | Élection de 2016 du 10e district congressionnel de Pennsylvanie | Élection de 2016 du 10e district congressionnel de Pennsylvanie | Élection de 2016 du 10e district congressionnel de Pennsylvanie | Élection de 2016 du 10e district congressionnel de Pennsylvanie |
| --------------------------------------------------------------- | --------------------------------------------------------------- | --------------------------------------------------------------- | --------------------------------------------------------------- | --------------------------------------------------------------- |
| Parti                                                           | Parti                                                           | Candidat                                                        | Votes                                                           | %                                                               |
|                                                                 | Républicain                                                     | Tom Marino (sortant)                                            | 211 282                                                         | 70,2                                                            |
|                                                                 | Démocrate                                                       | Michael Molesevich                                              | 89 823                                                          | 29,8                                                            |
| Total des votes                                                 | Total des votes                                                 | Total des votes                                                 | 301 105                                                         | 100 %                                                           |
|                                                                 | Les Républicains conservent                                     |                                                                 |                                                                 |                                                                 |

### 2018
| Élection de 2018 du 10e district congressionnel de Pennsylvanie | Élection de 2018 du 10e district congressionnel de Pennsylvanie | Élection de 2018 du 10e district congressionnel de Pennsylvanie | Élection de 2018 du 10e district congressionnel de Pennsylvanie | Élection de 2018 du 10e district congressionnel de Pennsylvanie |
| --------------------------------------------------------------- | --------------------------------------------------------------- | --------------------------------------------------------------- | --------------------------------------------------------------- | --------------------------------------------------------------- |
| Parti                                                           | Parti                                                           | Candidat                                                        | Votes                                                           | %                                                               |
|                                                                 | Républicain                                                     | Scott Perry (sortant)                                           | 149 365                                                         | 51,3                                                            |
|                                                                 | Démocrate                                                       | George Scott                                                    | 141 668                                                         | 48,7                                                            |
| Total des votes                                                 | Total des votes                                                 | Total des votes                                                 | 291 033                                                         | 100 %                                                           |
|                                                                 | Les Républicains conservent                                     |                                                                 |                                                                 |                                                                 |

### 2020
| Élection de 2020 du 10e district congressionnel de Pennsylvanie | Élection de 2020 du 10e district congressionnel de Pennsylvanie | Élection de 2020 du 10e district congressionnel de Pennsylvanie | Élection de 2020 du 10e district congressionnel de Pennsylvanie | Élection de 2020 du 10e district congressionnel de Pennsylvanie |
| --------------------------------------------------------------- | --------------------------------------------------------------- | --------------------------------------------------------------- | --------------------------------------------------------------- | --------------------------------------------------------------- |
| Parti                                                           | Parti                                                           | Candidat                                                        | Votes                                                           | %                                                               |
|                                                                 | Républicain                                                     | Scott Perry (sortant)                                           | 208 896                                                         | 53,3                                                            |
|                                                                 | Démocrate                                                       | Eugene DePasquale                                               | 182 938                                                         | 46,7                                                            |
| Total des votes                                                 | Total des votes                                                 | Total des votes                                                 | 391 834                                                         | 100 %                                                           |
|                                                                 | Les Républicains conservent                                     |                                                                 |                                                                 |                                                                 |

### 2022
| Primaire Républicaine de 2022 du 10e district congressionnel de Pennsylvanie | Primaire Républicaine de 2022 du 10e district congressionnel de Pennsylvanie | Primaire Républicaine de 2022 du 10e district congressionnel de Pennsylvanie | Primaire Républicaine de 2022 du 10e district congressionnel de Pennsylvanie | Primaire Républicaine de 2022 du 10e district congressionnel de Pennsylvanie |
| ---------------------------------------------------------------------------- | ---------------------------------------------------------------------------- | ---------------------------------------------------------------------------- | ---------------------------------------------------------------------------- | ---------------------------------------------------------------------------- |
| Parti                                                                        | Parti                                                                        | Candidat                                                                     | Votes                                                                        | %                                                                            |
|                                                                              | Républicain                                                                  | Scott Perry (sortant)                                                        | 86 646                                                                       | 100 %                                                                        |

| Primaire Démocrate de 2022 du 10e district congressionnel de Pennsylvanie | Primaire Démocrate de 2022 du 10e district congressionnel de Pennsylvanie | Primaire Démocrate de 2022 du 10e district congressionnel de Pennsylvanie | Primaire Démocrate de 2022 du 10e district congressionnel de Pennsylvanie | Primaire Démocrate de 2022 du 10e district congressionnel de Pennsylvanie |
| ------------------------------------------------------------------------- | ------------------------------------------------------------------------- | ------------------------------------------------------------------------- | ------------------------------------------------------------------------- | ------------------------------------------------------------------------- |
| Parti                                                                     | Parti                                                                     | Candidat                                                                  | Votes                                                                     | %                                                                         |
|                                                                           | Démocrate                                                                 | Shamaine Daniels                                                          | 32 260                                                                    | 52,6                                                                      |
|                                                                           | Démocrate                                                                 | Rick Coplen                                                               | 29 128                                                                    | 47,4                                                                      |

| Élection de 2022 du 10e district congressionnel de Pennsylvanie | Élection de 2022 du 10e district congressionnel de Pennsylvanie | Élection de 2022 du 10e district congressionnel de Pennsylvanie | Élection de 2022 du 10e district congressionnel de Pennsylvanie | Élection de 2022 du 10e district congressionnel de Pennsylvanie |
| --------------------------------------------------------------- | --------------------------------------------------------------- | --------------------------------------------------------------- | --------------------------------------------------------------- | --------------------------------------------------------------- |
| Parti                                                           | Parti                                                           | Candidat                                                        | Votes                                                           | %                                                               |
|                                                                 | Républicain                                                     | Scott Perry (sortant)                                           | 169 331                                                         | 53,8                                                            |
|                                                                 | Démocrate                                                       | Shamaine Daniels                                                | 145 215                                                         | 46,2                                                            |
|                                                                 | Indépendant                                                     | Steven Long (Write-In)                                          | 0                                                               | 0,0                                                             |
| Total des votes                                                 | Total des votes                                                 | Total des votes                                                 | 314 546                                                         | 100 %                                                           |
|                                                                 | Les Républicains conservent                                     |                                                                 |                                                                 |                                                                 |

### 2024
| Primaire Républicaine de 2024 du 10e district congressionnel de Pennsylvanie | Primaire Républicaine de 2024 du 10e district congressionnel de Pennsylvanie | Primaire Républicaine de 2024 du 10e district congressionnel de Pennsylvanie | Primaire Républicaine de 2024 du 10e district congressionnel de Pennsylvanie | Primaire Républicaine de 2024 du 10e district congressionnel de Pennsylvanie |
| ---------------------------------------------------------------------------- | ---------------------------------------------------------------------------- | ---------------------------------------------------------------------------- | ---------------------------------------------------------------------------- | ---------------------------------------------------------------------------- |
| Parti                                                                        | Parti                                                                        | Candidat                                                                     | Votes                                                                        | %                                                                            |
|                                                                              | Républicain                                                                  | Scott Perry (sortant)                                                        | 61 596                                                                       | 100 %                                                                        |

| Primaire Démocrate de 2024 du 10e district congressionnel de Pennsylvanie | Primaire Démocrate de 2024 du 10e district congressionnel de Pennsylvanie | Primaire Démocrate de 2024 du 10e district congressionnel de Pennsylvanie | Primaire Démocrate de 2024 du 10e district congressionnel de Pennsylvanie | Primaire Démocrate de 2024 du 10e district congressionnel de Pennsylvanie |
| ------------------------------------------------------------------------- | ------------------------------------------------------------------------- | ------------------------------------------------------------------------- | ------------------------------------------------------------------------- | ------------------------------------------------------------------------- |
| Parti                                                                     | Parti                                                                     | Candidat                                                                  | Votes                                                                     | %                                                                         |
|                                                                           | Démocrate                                                                 | Janelle Stelson                                                           | 26 591                                                                    | 43,8                                                                      |
|                                                                           | Démocrate                                                                 | Mike O'Brien                                                              | 14 103                                                                    | 23,3                                                                      |
|                                                                           | Démocrate                                                                 | Shamaine Daniels                                                          | 8 773                                                                     | 14,5                                                                      |
|                                                                           | Démocrate                                                                 | Rick Coplen                                                               | 5 464                                                                     | 9,0                                                                       |
|                                                                           | Démocrate                                                                 | Blake Lynch                                                               | 3 388                                                                     | 5,6                                                                       |
|                                                                           | Démocrate                                                                 | John Broadhurst                                                           | 2 322                                                                     | 3,8                                                                       |

| Élection de 2024 du 10e district congressionnel de Pennsylvanie | Élection de 2024 du 10e district congressionnel de Pennsylvanie | Élection de 2024 du 10e district congressionnel de Pennsylvanie | Élection de 2024 du 10e district congressionnel de Pennsylvanie | Élection de 2024 du 10e district congressionnel de Pennsylvanie |
| --------------------------------------------------------------- | --------------------------------------------------------------- | --------------------------------------------------------------- | --------------------------------------------------------------- | --------------------------------------------------------------- |
| Parti                                                           | Parti                                                           | Candidat                                                        | Votes                                                           | %                                                               |
|                                                                 | Républicain                                                     | Scott Perry (sortant)                                           | TBD                                                             | TBD                                                             |
|                                                                 | Démocrate                                                       | Janelle Stelson                                                 | TBD                                                             | TBD                                                             |
| Total des votes                                                 | Total des votes                                                 | Total des votes                                                 | TBD                                                             | 100 %                                                           |
|                                                                 |                                                                 |                                                                 |                                                                 |                                                                 |